# Marathon aux Jeux olympiques d'été de 1956
Navigation
Helsinki 1952 Rome 1960
L'épreuve du marathon aux Jeux olympiques d'été de 1956 s'est déroulée le 1er décembre 1956 à Melbourne, en Australie. Elle est remportée par le Français Alain Mimoun.

## Records
| Record du monde  | 2 h 17 min 40 s   | Jim Peters   | Royaume-Uni     | 26 juillet 1954 | Polytechnic Marathon |
| Record olympique | 2 h 23 min 03 s 1 | Emil Zátopek | Tchécoslovaquie | 27 juillet 1952 | Helsinki             |

## Résultats
| Rang               | Athlète                | Pays                       | Temps           |
| ------------------ | ---------------------- | -------------------------- | --------------- |
| Médaille d'or      | Alain Mimoun           | France                     | 2 h 25 min 00 s |
| Médaille d'argent  | Franjo Mihalić         | Yougoslavie                | 2 h 26 min 32 s |
| Médaille de bronze | Veikko Karvonen        | Finlande                   | 2 h 27 min 47 s |
| 4e                 | Lee Chang-Hoon         | Corée du Sud               | 2 h 28 min 45 s |
| 5e                 | Yoshiaki Kawashima     | Japon                      | 2 h 29 min 19 s |
| 6e                 | Emil Zátopek           | Tchécoslovaquie            | 2 h 29 min 34 s |
| 7e                 | Ivan Filin             | Union soviétique           | 2 h 30 min 37 s |
| 8e                 | Evert Nyberg           | Suède                      | 2 h 31 min 12 s |
| 9e                 | Thomas Nilsson         | Suède                      | 2 h 33 min 33 s |
| 10e                | Eino Oksanen           | Finlande                   | 2 h 36 min 10 s |
| 11e                | Arnold Vaide           | Suède                      | 2 h 36 min 21 s |
| 12e                | Choi Chunk-Sik         | Corée du Sud               | 2 h 36 min 53 s |
| 13e                | Paavo Kotila           | Finlande                   | 2 h 38 min 59 s |
| 14e                | Mercer Davis           | Afrique du Sud             | 2 h 39 min 48 s |
| 15e                | Harry Hicks            | Grande-Bretagne            | 2 h 39 min 55 s |
| 16e                | Hideo Hamamura         | Japon                      | 2 h 40 min 53 s |
| 17e                | Albert Richards        | Nouvelle-Zélande           | 2 h 41 min 34 s |
| 18e                | John Russell           | Australie                  | 2 h 41 min 44 s |
| 19e                | Lothar Beckert         | Équipe unifiée d'Allemagne | 2 h 42 min 10 s |
| 20e                | Nick Costes            | États-Unis                 | 2 h 42 min 20 s |
| 21e                | Johnny Kelley          | États-Unis                 | 2 h 43 min 40 s |
| 22e                | Muhamad Havlidar Aslam | Pakistan                   | 2 h 44 min 33 s |
| 23e                | Adolf Gruber           | Autriche                   | 2 h 46 min 20 s |
| 24e                | Aurèle Vandendriessche | Belgique                   | 2 h 47 min 18 s |
| 25e                | Keith Ollerenshaw      | Australie                  | 2 h 48 min 12 s |
| 26e                | Naw Myitung            | Birmanie                   | 2 h 49 min 32 s |
| 27e                | Pavel Kantorek         | Tchécoslovaquie            | 2 h 52 min 05 s |
| 28e                | Kurt Hartung           | Équipe unifiée d'Allemagne | 2 h 52 min 14 s |
| 29e                | Bashay Feleke          | Éthiopie                   | 2 h 53 min 37 s |
| 30e                | Abdul Rashid           | Pakistan                   | 2 h 57 min 47 s |
| 31e                | Arap Sum Kanuti        | Kenya                      | 2 h 58 min 42 s |
| 32e                | Gebre Birkay           | Éthiopie                   | 2 h 58 min 49 s |
| 33e                | Kurao Hiroshima        | Japon                      | 3 h 04 min 17 s |
| —                  | Giuseppe Lavelli       | Italie                     | DNF             |
| —                  | Jan Barnard            | Afrique du Sud             | DNF             |
| —                  | Ron Clark              | Grande-Bretagne            | DNF             |
| —                  | Eduardo Fontecilla     | Chili                      | DNF             |
| —                  | Ali Baghbanbashi       | Iran                       | DNF             |
| —                  | Boris Grichaev         | Union soviétique           | DNF             |
| —                  | Les Perry              | Australie                  | DNF             |
| —                  | Eduardo Silva          | Chili                      | DNF             |
| —                  | Albert Ivanov          | Union soviétique           | DNF             |
| —                  | Klaus Portadnik        | Équipe unifiée d'Allemagne | DNF             |
| —                  | Fred Norris            | Grande-Bretagne            | DNF             |
| —                  | Wha Dong-Lim           | Corée du Sud               | DNF             |
| —                  | Dean Thackwray         | États-Unis                 | DNF             |

## Légende
Records et Performances
- AR : Record continental (area record)
- CR : Record des championnats (championship record)
- MR : Record du meeting (meet record)
- NR : Record national (national record)
- OR : Record olympique (olympic record)
- PR : Record paralympique (paralympic record)
- PB : Record personnel (personal best)
- SB : Meilleure performance personnelle de la saison (season's best)
- WL : Meilleure performance mondiale de l'année (world leader)
- WJR : Record du monde junior (world junior record)
- WR : Record du monde (world record)

Circonstances et Conditions
- DNF : N'a pas terminé (did not finish)
- DNS : N'a pas pris le départ (did not start)
- DQ : Disqualification (disqualification)
- NM : Aucun essai valable enregistré (No Mark)
- Q : Qualifié « directement » au prochain tour (ou à la prochaine compétition), lors d'une compétition majeure, grâce au classement ou à la réalisation des minima (automatic qualifier)
- q : Qualifié au prochain tour (ou à la prochaine compétition), lors d'une compétition majeure, grâce au repêchage ou à la réalisation de l'une des meilleures performances parmi celles des « non qualifiés directement » (grâce au meilleur temps ou à la meilleure distance par exemple) (secondary qualifier)